# Vicente Guerrero, Papantla
Vicente Guerrero är en ort i Mexiko.   Den ligger i kommunen Papantla och delstaten Veracruz, i den sydöstra delen av landet, 220 km nordost om huvudstaden Mexico City. Vicente Guerrero ligger 145 meter över havet och antalet invånare är 251.
Terrängen runt Vicente Guerrero är platt åt nordväst, men åt sydost är den kuperad. Runt Vicente Guerrero är det ganska tätbefolkat, med 179 invånare per kvadratkilometer. Närmaste större samhälle är Papantla de Olarte, 3,8 km väster om Vicente Guerrero. Trakten runt Vicente Guerrero består till största delen av jordbruksmark.